# Асен Агов
Вижте пояснителната страница за други личности с името Асен Агов.
Асен Йорданов Агов е български политик от Съюза на демократичните сили, по-късно от Демократи за силна България.

## Биография

### Произход
Роден е в София на 8 ноември 1948 година. Кръстен е на дядо си, авиатор и ляв активист – Асен Йорданов Агов (1890 – 1925). Баща му Йордан пред Деветосемпемврийския преврат е офицер, кавалерист с чин майор, а по времето на държавния социализъм е главен юрисконсулт в „Нефтохим“.

### Журналистическа кариера
Работа в БТА и като военен кореспондент
През 1971 година Асен Агов завършва външна търговия. От 1971 до 1985 година работи като журналист в Българска телеграфна агенция. От април 1985 до април 1987 година работи като редактор на новините в Българското радио. Успоредно с журналистическата си кариера, за няколко години работи като манекен за списание „Лада“.
През 1987 година Асен Агов става специален кореспондент (военен кореспондент) на Българската телевизия, като обикаля Африка и Близкия изток. В тази длъжност той е автор на много документални филми по актуалните войни в Африка, Ливан, Израел (Палестинската интифада) и войната за независимост в Намибия.

#### Водещ на новините по БТ
През 1990 година Асен Агов става главен редактор и водещ на новините на Българската телевизия. Стремежът му да установи независимост в репортажа на новините и изобщо в българската журналистика. Година по-късно той става директор на новините.

#### Главен директор на Националната телевизия
През април 1992 година, след като Съюзът на демократичните сили печели изборите в България, Народното събрание избира Асен Агов за главен директор на Националната телевизия – Канал 1 и Ефир 2, двата държавни и поначало единствени телевизионни канали. През март 1993 година, малко след като правителството на Филип Димитров е свалено с несполучлив парламентарен вот на доверие, Агов е уволнен от телевизията.

### Политическа кариера
Асен Агов е народен представител в XXXVII, XXXVIII, XXXIX, XL и XLI народно събрание. Председател е на парламентарната комисия по външните работи в XXXVIII народно събрание, като действа активно с правителството, за да установи благоприятни за България връзки с Европейския съюз и НАТО, с крайна цел членство в тези организации. Той е заместник-председател на XXXIX народно събрание. В XL народно събрание е заместник-председател на парламентарната комисия по отбрана. В XLI народно събрание той е член на парламентарната комисия по европейските въпроси.
През политическата си кариера Агов е активен поддръжник на европейската интеграция, свободното развитие на капитализма и капиталовите пазари, върховенството на закона, суверенните права на населението на дадена държава, човешките права и либералните морални принципи.

## Личен живот
Асен Агов има петгодишен брак с актрисата Северина Тенева до смъртта ѝ през 1983 година.
От 1985 година е женен за Румяна Агова, от която има две деца – Мария и Йордан.